# SEPSA
SEPSA - Società per l'Esercizio di Pubblici Servizi Anonima Société pour l'Exercice des Transports Publics est une entreprise de transports en commun de Campanie créée en 1883 pour relier les villes de Naples à Pouzzoles (zone phlégéenne) et à Cuma d'où les lignes Ferrovia Cumana et Circumflegra.  
À la suite de la délibération N° 424/2011, le Conseil Régional de Campanie donne mandat à E.A.V. de regrouper les entreprises de transport en commun sous tutelle de la région. Les trois entreprises ferroviaires publiques régionales Circumvesuviana, SEPSA et MetroCampania NordEst fusionnent dans E.A.V. - Ente Autonomo Volturno en décembre 2012.

## Histoire

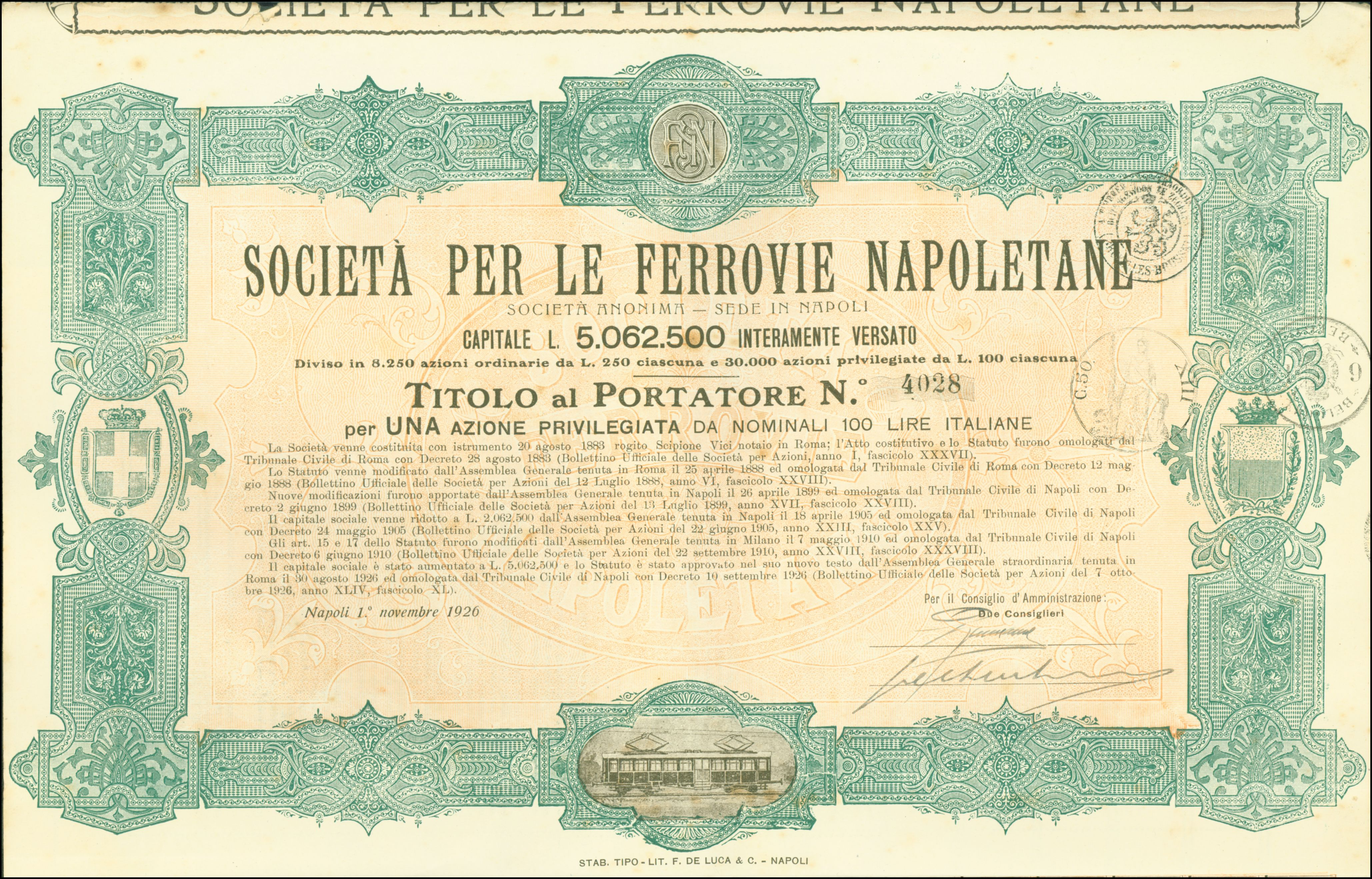
Action de la Soc. per le Ferrovie Napoletane en date du 1 novembre 1926

La société SEPSA a été créée en 1883 sous la dénomination "Società per le Ferrovie Napoletane", entreprise de transports dont le but était de construire les lignes de chemin de fer pour relier la capilae de la Campanie, Naples, avec les villes de Pouzzoles et Cumes. Les lignes ont été opérationnelles à partir de 1889. 
La raison sociale actuelle SEPSA "Società per l'Esercizio di Pubblici Servizi Anonima" - Société pour l'Exercice de Transports Publics Soc. Anonyme  date de 1938. 
Durant les années 1950, SEPSA lance la construction d'une seconde ligne ferroviaire Ferrovia Circumflegea, dont le dernier secteur sera mis en service en 1962. Ces deux lignes, construites à l'époque en voie unique, vont faire l'objet d'un projet de doublement afin d'augmenter la capacité et la fréquence des trains.

Le réseau SEPSA (ou phlégéen), d'une longueur totale de 47 km, est totalement indépendant et sans interconnexion avec tout autre réseau national ou régional. Les deux lignes du réseau desservent un bassin de  1,5 million d'habitants, réparti sur 5 communes sur la seule province de Naples. Les deux gares terminus des lignes "Cumaná" et "Circumflegrea", sont à Naples Montesanto et Bacoli Torregaveta.
Ces deux lignes transportent une moyenne de 37.000 voyageurs quotidiennement (13,5 millions par an)

## Ferrovia Circumflegrea

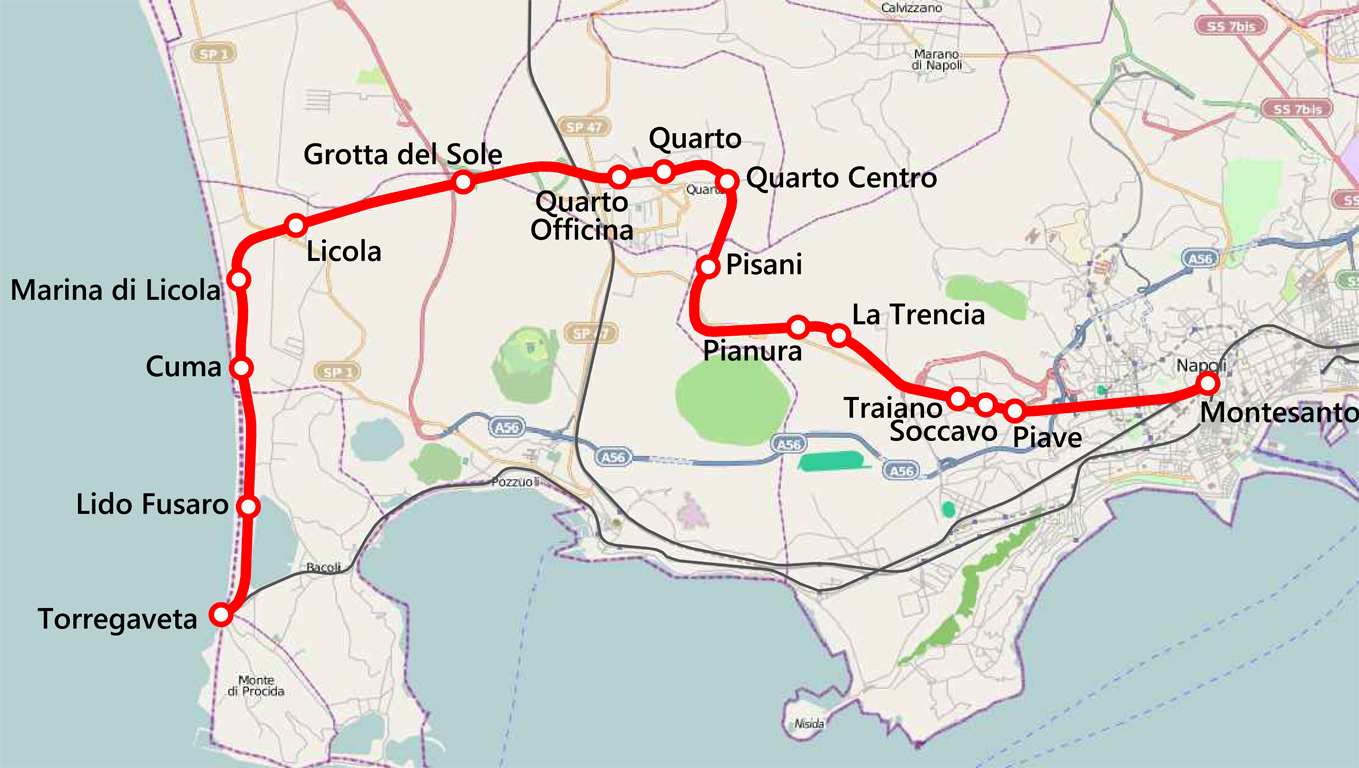
Plan de la ligne Circumflegrea

La ligne ferroviaire Circumflegrea relie le centre de Naples avec la zone nord-ouest de l'agglomération, les bourgades phlégéennes de Licola et Cumes, sur la commune de Pouzzoles, et Quarto. 
Cette ligne ferroviaire dont la Région Campanie est propriétaire, est concédée à EAV - Ente Autonomo Volturno qui intervient comme gestionnaire de l'infrastructure et comme entreprise ferroviaire. 
Les gares terminus de Naples Montesano et Bacoli Torregaveta sont communes avec celles de la Ferrovia Cumana. La fréquence est de 1 train toutes les 20 minutes entre 5.00 et 22.00 heures, tous les jours.
Depuis le 16 mars 2020, en raison des mesures de confinement prises par le gouvernement italien, le trafic a été réduit des deux tiers. Un train sur deux circule entre 8.00 et 16.00 heures avec un nombre de passagers très limité pour respecter les distances de sécurité.
La Ferrovia Circumflegrea, longue de 27 km au gabarit normal UIC, dessert 15 gares intermédiaires. Comme la Ferrovia Cumana, elle démarre de la gare de Naples Montesanto pour arriver à Bacoli Torregaveta, mais en suivant un tracé nord plus long servant les quartiers à l'ouest de Naples très peuplés de Soccavo et Pianura ainsi que les villes de Quarto et de Licola, par rapport à la Ferrovia Cumana qui longe le golfe de Naples. 

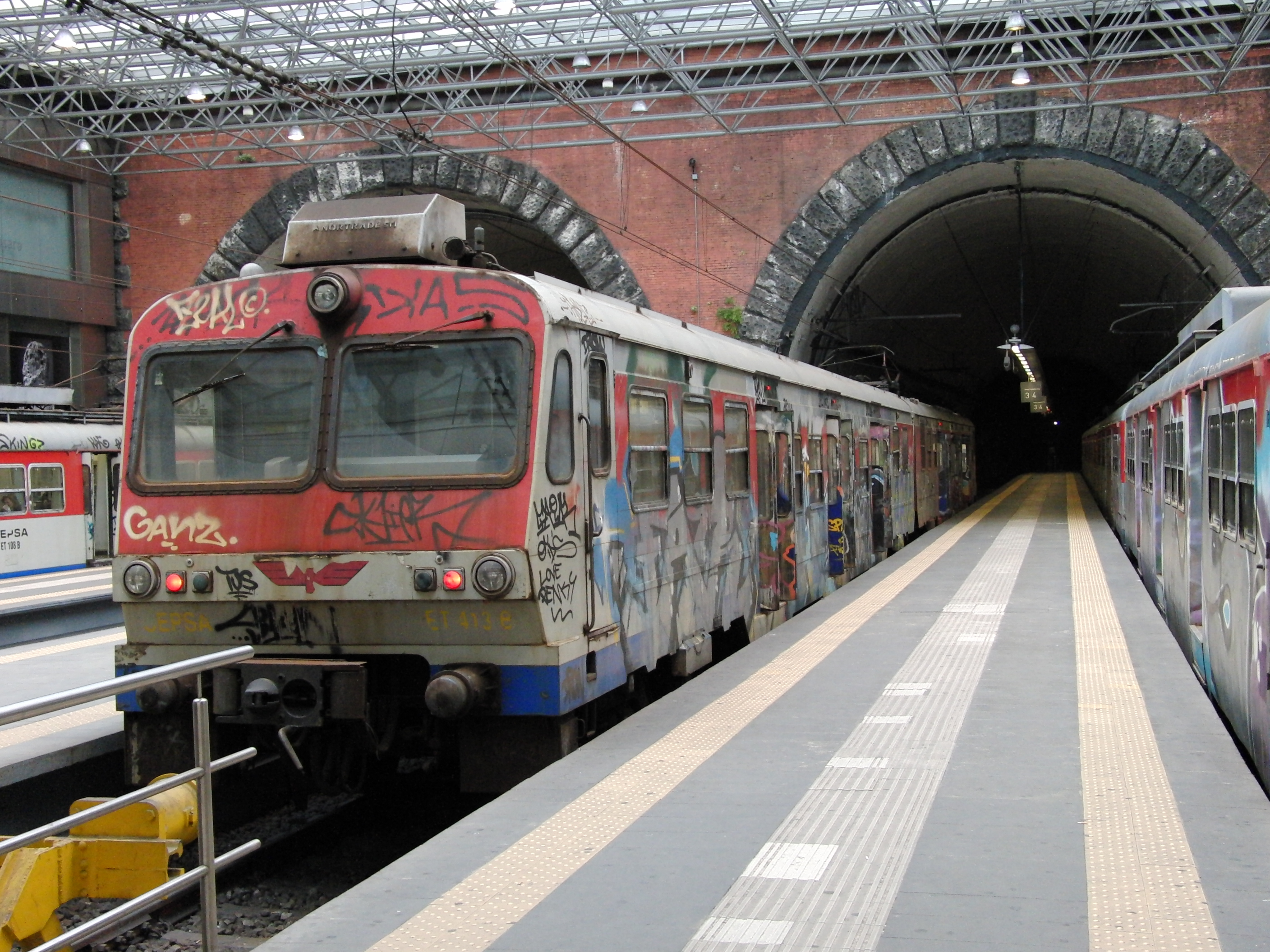
Rame SEPSA ET.400 en gare de Naples Monsanto

### Histoire
Dans les années 1950, SEPSA, société qui avait la gestion de la Ferrovia Cumana, a été chargée de construire la Ferrovia Circumflegrea, permettant ainsi la liaison ferroviaire entre Naples et Torregaveta par  les terres phlégéennes en contournant la Réserve naturelle Cratère des Astroni. 
Le dernier tronçon de la ligne originelle a été ouvert en 1962 et la prolongation entre Marina di Licola et Torregaveta a été inaugurée le 11 janvier 1986.

### Ferrovia Cumana

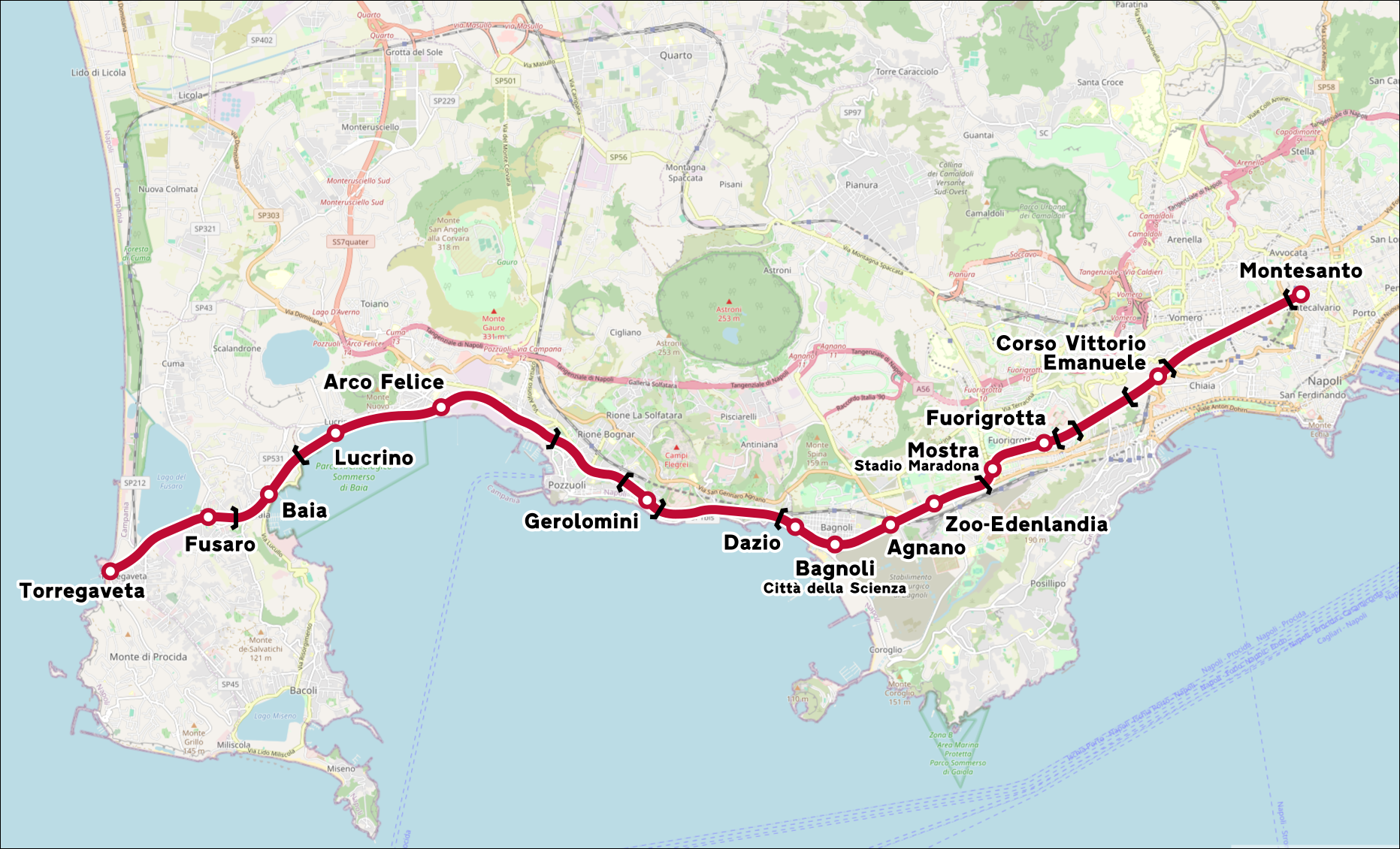
Plan de la ligne Cumaná

La ligne ferroviaire Cumana relie le centre de Naples à la zone nord-ouest de l'agglomération, les bourgades phlégéennes de Fuorigrotta, Agnano, Pouzzoles, Lucrino jusqu'au terminus Bacoli Torregaveta, en suivant la côte le long du golfe de Naples. 
Cette ligne ferroviaire dont la Région Campanie est propriétaire, est concédée à EAV - Ente Autonomo Volturno qui intervient comme gestionnaire de l'infrastructure et comme entreprise ferroviaire. 
Les gares terminus de Naples Montesano et Bacoli Torregaveta sont communes avec celles de la Ferrovia Circumflegrea. La fréquence est de 1 train toutes les 20 minutes entre 5.00 et 23.00 heures, tous les jours.
Depuis le 16 mars 2020, en raison des mesures de confinement prises par le gouvernement italien, le trafic a été réduit de trois quarts. Un train sur deux circule entre 6.00 et 10.00 heures et entre 15.00 et 19.00 heures avec un nombre de passagers très limité pour respecter les distances de sécurité.
La Ferrovia Cumana, longue de 20 km au gabarit normal UIC, dessert 15 gares intermédiaires. Comme la Ferrovia Circumflegrea, elle démarre de la gare de Naples Montesanto pour arriver à Bacoli Torregaveta, mais en suivant un tracé sud plus court servant les quartiers à l'ouest de Naples très peuplés le long du golfe de Naples, par rapport à la Ferrovia Circumflegrea qui passe par les terres en contournant la Réserve naturelle Cratère des Astroni.

### Histoire
En 1883, la "Società per le Ferrovie Napoletane" est créée à Rome. Alors que la ligne a été mise en service en 1889, elle ne sera inaugurée officiellement que le 1er juin 1892. 
Dans un premier temps, des locomotives à vapeur qui tractent des voitures de voyageurs. À partir de 1927, toute la ligne est électrifiée et ce sont neuf rames automotrices construites par "Officine Ferroviarie Meridionali" qui assurent le service. 
En 1938, la société change de raison sociale en SEPSA et rachète deux unités d'occasion de Littorina Fiat Materfer électriques à la compagnie qui assurait la liaison interurbaine Turin-Rivoli.
En 1958, le parc roulant s'enrichit de onze rames ET.100 et il faudra attendre 1978 pour voir arriver sept nouvelles ET.300 construites par Firema.
La qualité du service commença à se dégrader dans les années 1990 à cause des retards et pannes des matériels âgés et dont la maintenance pouvait laisser à désirer. 
À la suite des élections régionales, en 2011, le Conseil régional de Campanie donne mandat à E.A.V. de regrouper les entreprises de transport en commun sous tutelle de la région. Les trois entreprises ferroviaires publiques régionales Circumvesuviana, SEPSA et MetroCampania NordEst fusionnent dans E.A.V. - Ente Autonomo Volturno en décembre 2012.
Un gros effort financier fera renouveler les gares, le matériel et la manière de gérer le service public régional des transports.

### Matériel ferroviaire

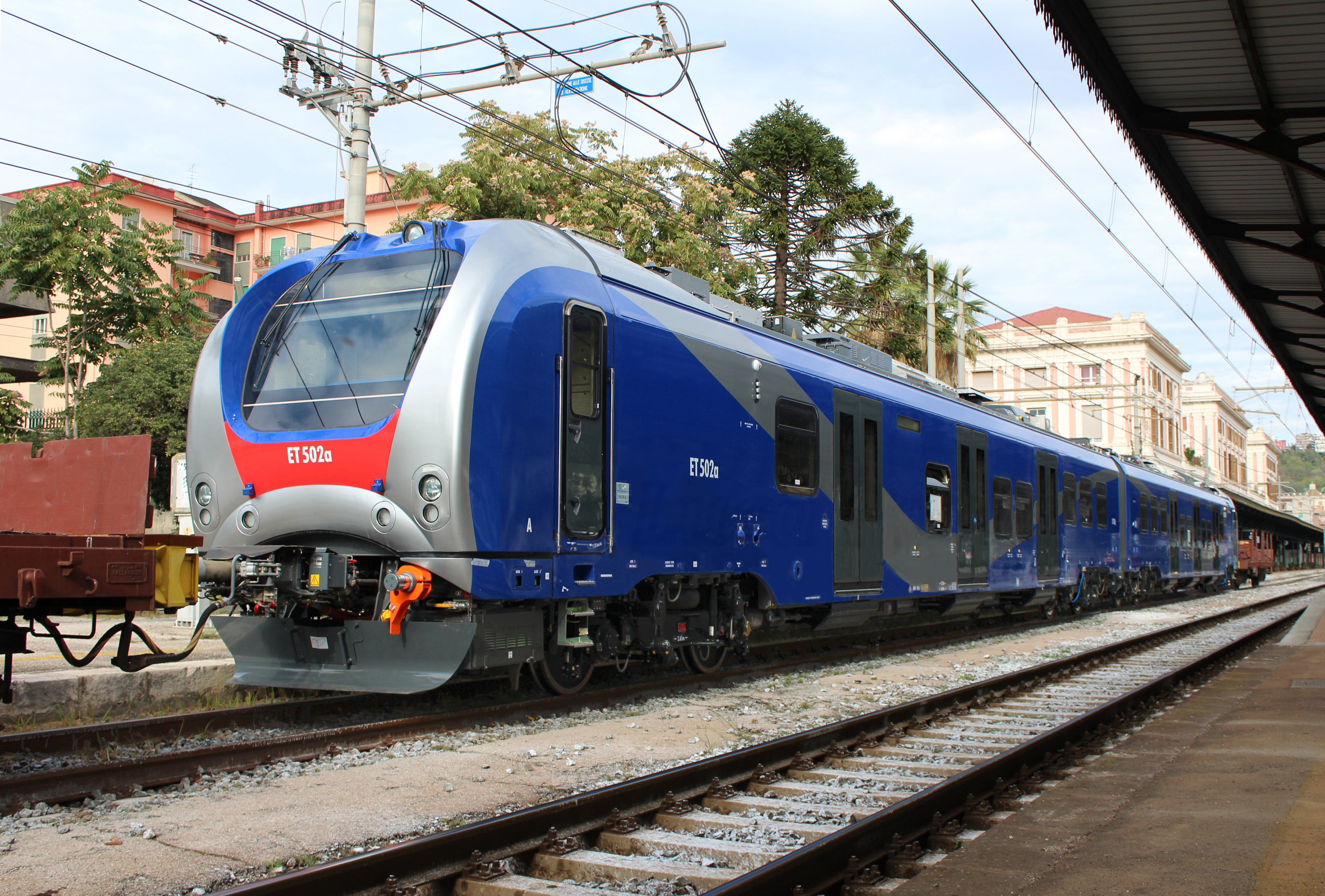
Une des 12 rames ET.500 mises en service sur les lignes Circumflegrea et Cumana en 2017

Au 1er janvier 2020, le parc matériel roulant utilisé par la Ferrovia Circumflegrea et par la Ferrovia Cumana fonctionnant sur voie à écartement normal électrifiée sous 3 kV CC. se compose : 
- 10 rames ET.100 Aerfer/Ocren construites en 1958/60,
- 14 rames ET.400 Firema, construites entre 1991 et 1998, projet Firema E 82 qui ont bénéficié d'un revamping entre 2013 et 2017,
- 12 rames ET.500 du groupement "TFA" - Titagarh, Firema & Adler, livrées en 2017[4].